# Europa delle Nazioni e della Libertà

Mappa dell'Europa. In grigio scuro sono rappresentati gli Stati appartenenti all'Unione europea senza parlamentari europei appartenenti a ENL, in blu sono rappresentati gli stati con un parlamentare all'interno di ENL, mentre in blu scuro sono rappresentati gli Stati con più membri nell'ENL.

Europa delle Nazioni e della Libertà (in inglese Europe of Nations and Freedom Group, ENF; in francese Groupe Europe des nations et des libertés, ENL) è stato un gruppo politico del Parlamento europeo di destra, fondato nel 2015 da alcuni partiti nazionalisti, fortemente euroscettici, precedentemente affiliati all'Alleanza Europea per la Libertà. Alcuni dei partiti che lo compongono chiedono l'uscita del proprio Paese dall'Euro e la revisione dei trattati riguardo all'immigrazione. Il gruppo è stato dissolto il 13 giugno 2019 e i suoi deputati confluiti nel nuovo gruppo Identità e Democrazia.

## Storia
In seguito alle elezioni europee del 2014, l'Alleanza Europea per la Libertà, che raggruppa partiti di destra di tutta l'Europa, mirava a creare un gruppo parlamentare stabile all'interno del Parlamento europeo prima dell'inizio dell'VIII legislatura. Un tentativo precedente di creare un gruppo di estrema destra nel Parlamento Europeo era avvenuto nel 2007 con Identità, Tradizione, Sovranità, che tuttavia si dissolse dopo neppure un anno dalla creazione.
Il 28 maggio 2014 in una conferenza stampa a Bruxelles venne annunciato che erano in corso negoziati tra il francese Front National (FN) di Marine Le Pen, l'olandese Partito per la Libertà (PVV) di Geert Wilders e la Lega Nord di Matteo Salvini per la formazione di un gruppo parlamentare. Il 24 luglio però fu annunciato che l'alleanza non era riuscita a raggiungere i 25 europarlamentari provenienti da almeno sette differenti nazioni necessari per la formazione di un gruppo parlamentare, costringendo così gli europarlamentari dei tre partiti a sedersi tra i non iscritti. In seguito l'Alleanza Europea per la Libertà è stata affiancata dal Movimento per un'Europa delle Nazioni e della Libertà (a cui non aderisce il Partito per la Libertà).
Il 15 giugno 2015 Marine Le Pen ha annunciato che il nuovo gruppo parlamentare sarebbe stato creato il giorno successivo grazie all'apporto del Partito della Libertà Austriaco (FPÖ), del polacco Congresso della Nuova Destra (KNP) del belga Interesse Fiammingo (VB) e di Janice Atkinson fuoriuscita dallo UKIP, oltre ovviamente a quello di Fronte Nazionale, Partito per la Libertà e Lega Nord. La costituzione del gruppo con rappresentanze da sette diversi Paesi è stata permessa, oltre che dalla fuoriuscita di Atkinson dal suo partito, dall'espulsione di Janusz Korwin-Mikke dal Congresso della Nuova Destra, che ha permesso a Le Pen e Wilders di accettare il partito polacco in seno al nuovo gruppo, adesione esclusa durante i negoziati dell'anno precedente. All'interno della delegazione del Front National Bruno Gollnisch non ha aderito al nuovo gruppo in solidarietà col vecchio leader del partito Jean-Marie Le Pen, espulso dal partito guidato dalla figlia.
Il 12 settembre 2017 Nicolas Bay sostituisce Marine Le Pen, che si era dimessa a luglio da eurodeputato, come presidente del gruppo.

## Composizione
Il gruppo si costituisce il 15 giugno 2015 annoverando 36 membri, provenienti da 7 Paesi diversi; in precedenza, 35 erano componenti del gruppo dei Non iscritti, mentre un europarlamentare (Janice Atkinson) apparteneva al gruppo Europa della Libertà e della Democrazia Diretta.
| Paese       | Partiti e europarlamentari |
| ----------- | --- |
| Austria     | Partito della Libertà Austriaco (4) - Barbara Kappel - Georg Mayer - Franz Obermayr - Harald Vilimsky |
| Belgio      | Vlaams Belang (1) - Gerolf Annemans |
| Francia     | Fronte Nazionale (20) - Louis Aliot - Marie-Christine Arnautu - Nicolas Bay - Dominique Bilde - Marie-Christine Boutonnet - Steeve Briois - Mireille D'Ornano - Edouard Ferrand - Sylvie Goddyn - Jean-François Jalkh - Gilles Lebreton - Marine Le Pen - Philippe Loiseau - Dominique Martin - Joëlle Mélin - Bernard Monot - Sophie Montel - Florian Philippot - Jean-Luc Schaffhauser - Mylène Troszczynski |
| Italia      | Lega (5) - Mara Bizzotto - Mario Borghezio - Gianluca Buonanno - Lorenzo Fontana - Matteo Salvini |
| Paesi Bassi | Partito per la Libertà (3) - Marcel de Graaff - Vicky Maeijer - Olaf Stuger |
| Polonia     | Congresso della Nuova Destra (2) - Michał Marusik - Stanisław Żółtek |
| Regno Unito | Indipendente (1) - Janice Atkinson (ex-UKIP) |

### Modifiche intervenute
- In data 25.06.2015 aderisce Aymeric Chauprade (Fronte Nazionale); in data 10.11.2015 lascia il gruppo e passa ai Non iscritti.
- In data 15.07.2015 aderisce Laurenţiu Rebega (ex Partito Conservatore)
- In data 08.09.2015 aderisce Auke Zijlstra (Partito per la Libertà) subentrando a Hans Jansen, deceduto prima della costituzione del gruppo.
- In data 01.05.2016 aderisce Marcus Pretzell (eletto con Alternativa per la Germania, poi esponente di Die Blaue Partei).
- In data 11.01.2017 aderisce Marco Zanni (ex Movimento 5 Stelle).
- In data 07.07.2016 a Gianluca Buonanno subentra Angelo Ciocca.
- In data 13.06.2017 a Vicky Maeijer subentra André Elissen.
- In data 21.07.2017 a Louis Aliot subentra France Jamet.
- In data 19.06.2017 a Marine Le Pen subentra Christelle Letard-Lechevalier.
- In data 02.02.2018 a Édouard Ferrand subentra Jacques Colombier.
- In data 17.04.2018 a Matteo Salvini subentra Danilo Oscar Lancini.
- In data 17.04.2018 a Lorenzo Fontana subentra Giancarlo Scottà.

## Presidenti
|  | Marcel de Graaff | 16 giugno 2015 | 1º luglio 2019 | Paesi Bassi |               | Partito per la Libertà |                   |                |                            |  |                        |
|  | Marcel de Graaff | 16 giugno 2015 | 1º luglio 2019 | Paesi Bassi | Marine Le Pen | Partito per la Libertà | 16 giugno 2015    | 18 giugno 2017 | Francia (Nord-occidentale) |  | Rassemblement National |
|  | Marcel de Graaff | 16 giugno 2015 | 1º luglio 2019 | Paesi Bassi | Nicolas Bay   | Partito per la Libertà | 12 settembre 2017 | 1º luglio 2019 | Francia (Nord-occidentale) |  | Rassemblement National |